# Въздушен балон
Въздушният балон е голям балон, използващ газ, който е по-лек от околния въздух по време на полета.
Състои се от обвивка, пълна с газ, и прикрепена към нея кошница или кабина. За разлика от дирижаблите, балоните нямат двигатели за независимо хоризонтално движение във въздуха и се придвижват по посока на вятъра. В зависимост от пълнежа има балони с горещ въздух (балони, напълнени с нагрят въздух), газови балони (пълни с лек газ – обикновено водород или хелий) и розери (апарати, които използват едновременно газ и въздух в отделни контейнери).
Първият балон през 1783 г. е направен от братята Монголфие. Създаденият от тях балон е изпълнен с горещ въздух, благодарение на което се издига нагоре. Освен това в аеронавигационната практика се използват следните газове: водород, генераторен газ, светлинен газ, амоняк и нагрят въздух.
Модерните балони, използвани за демонстрационни и спортни полети, както и балонът на братята Монголфие, са изпълнени предимно с горещ въздух. С помощта на пропанова горелка въздухът се нагрява и тъй като разреденият горещ въздух е по-лек от околния по-студен въздух, балонът се издига.